# Province de Takeo
La province de Takeo ou Takev (khmer : ខេត្តតាកែវ, "Grand-père cristal") est une province du sud du Cambodge située à l'ouest du Bassac. Sa capitale est la ville de Takéo, située à 78 km au sud de Phnom-Penh. Souvent désignée comme «le berceau de la civilisation cambodgienne», elle abrite plusieurs sites importants de l'époque pré-angkorienne construits entre les Ve et VIIIe siècles. La ville de Takeo offre de nombreuses beautés naturelles et artificielles. La zone, de faible altitude, semble inclure une bonne partie de la province environnante, ce qui explique probablement pourquoi un royaume était mentionné comme "l'eau Chenla".
Les constructions humaines sont surtout constituées d'une série de canaux et de voies navigables qui ont été creusés dans la campagne environnante.
La province de Takeo contient plusieurs sites intéressants. Grâce à la courte distance et à la bonne route reliant Phnom-Penh, la visite de plusieurs sites peut se faire dans la journée. Si vous avez un peu plus de temps, passez une soirée dans la ville de Takeo et profitez de toutes les curiosités.

## Géographie
Elle est située dans le sud du pays, limitrophe avec les provinces de Kandal au nord-est, Kampong Spoe au nord-ouest, Kampot à l'ouest, et avec le Viêt-Nam (province d'An Giang) au sud-sud-ouest. La zone, de faible altitude, semble inclure une bonne partie de la province environnante. Il y a de l'eau partout dans la campagne environnante au cours de la saison des pluies.
Par conséquent, la province se compose de champs de riz et d'autres plantations agricoles. La province dispose également d'un des plus grands fleuves du pays (symbolisant la frontière des provinces de l'Est), le Bassac (également connu sous le nom «Red River»).

## Population
La population actuelle dans cette province est d'environ 924 758 habitants, soit 6,4 % de la population totale du pays (14 363 519 habitants au Cambodge, 2007, données du gouvernement provincial), avec 445 000 hommes et 479 758 femmes. La densité est de 260 habitants par kilomètre carré.
|                                     | Takeo   | Takeo   | Cambodge   | Cambodge   |
| 1998                                | 2008    | 1998    | 2008       |            |
| population totale                   | 790 168 | 843 931 | 11 437 656 | 13 388 910 |
| croissance entre 1998 et 2008 (%)   | 6,8     | 6,8     | 17         | 17         |
| pourcentage de population rurale    | 98,3    | 98,3    | 82,3       | 80,5       |
| densité (habitants/km2)             | 222     | 237     | 64         | 75         |
| rapport hommes/femmes               | 0,912   | 0,944   | 0,930      | 0,942      |
| taille moyenne des foyers (membres) | 5,1     | 4,6     | 5,2        | 4,7        |

## Climat
Le pays a un climat tropical : chaud et humide. Lors de la mousson, des pluies abondantes permettent la culture d'une grande variété de récoltes. Ce climat tropical toute l'année est idéal pour développer le tourisme au Cambodge. Les voyageurs n'ont pas à craindre de catastrophe naturelle comme une éruption volcanique ou un tremblement de terre, et le pays n'est pas directement touché par les tempêtes tropicales.
Le Cambodge peut être visité toute l'année. Cependant, la route doit être évitée les deux derniers mois de la saison des pluies lorsque certaines routes de campagne peuvent être impraticables à cause des inondations. La température moyenne est d'environ 27 °C et la minimale d'environ 16 °C. Décembre et janvier sont les mois les plus frais, alors que le plus chaud est avril.
- Saison froide: de novembre à mars (22 °C à 28 °C)
- Saison chaude: de mars à mai (28 °C à 36 °C)
- La saison des pluies: de mai à octobre (24 °C à 32 °C, avec une humidité atteignant 90 %)

## Économie
L'économie de Takeo se compose essentiellement de produits agricoles : la pêche, le riz et des fruits cultivés. En particulier, les ménages ruraux dépendent de l'agriculture.

## Administration
La province est subdivisée en 10 districts (ci-dessous), 100 communes et 1117 villages.
- 2101 - Angkor Borei - អង្គរបុរី ("ville capitale", des mots sanskrits nagara et purī : "ville")
- 2102 - Bathi - បាទី
- 2103 - Bourei Cholsar - បុរីជលសារ ("ville des lacs", du sanskrit purī : "ville")
- 2104 - Kiri Vong - គីរីវង្ស ("dynastie de la montagne", du sanskrit giri : "montagne" et vaṃsa : "lignée")
- 2105 - Kaoh Andaet - កោះអណ្តែត ("île flottante")
- 2106 - Prey Kabbas - ព្រៃកប្បាស ("forêt de cotonniers", du sanskrit kārpāsa : "cotonnier")
- 2107 - Samraŏng - សំរោង ("sterculier fétide")
- 2108 - Doun Kaev - ដូនកែវ ("Grand-mère cristal")
- 2109 - Tram Kak - ត្រាំកក់ ("relais des joncs")
- 2110 - Treang - ទ្រាំង (Corypha lecomtei (Arecaceae), dont les feuilles servent à faire des ôles (documents écrits), nattes, etc.")

## Sites culturels
La province comporte les sites touristiques suivants :
- Phnom Da, ensemble de temples anciens
- Angkor Borei, musée archéologique
- Phnom Chisor, magnifique temple ancien et Bouddha couché.

## Personnalités
- Ta Mok (1926-2006) - responsable des Khmers rouges ("Frère numéro Trois") avait une "villa" en bordure du lac de Takeo.